# Globigerinanus
Globigerinanus es un género de foraminífero planctónico considerado un sinónimo posterior de Globigerinoita de la subfamilia Globigerininae, de la familia Globigerinidae, de la superfamilia Globigerinoidea, del suborden Globigerinina y del orden Globigerinida. Su especie tipo era Globigerinanus sudri. Su rango cronoestratigráfico abarcaba el Mioceno.

## Descripción
Globigerinanus incluía especies con conchas trocoespiraladas, globulares a globigeriniformes, de trocospira baja a ligeramente alta; sus cámaras eran globulares a ovoidales, creciendo en tamaño de manera rápida; sus suturas intercamerales eran incididas y rectas o curvadas; su contorno ecuatorial era subcuadrado a subpoligonal, y lobulado; su periferia era redondeada; su ombligo era moderadamente amplio; en el estadio inicial, su abertura principal era interiomarginal, umbilical (intraumbilical); el estadio adulto, la cámara final ampulada actuaba a modo de bulla y presentaba dos o tres aberturas accesorias infralaminares; presentaban aberturas secundarias suturales en el lado espiral, no cubiertas por bullas; presentaban pared calcítica hialina, macroperforada con poros en copa, y superficie punteada o reticulada, y finamente pustulada.

## Discusión
Algunos autores han considerado Globigerinanus un sinónimo subjetivo posterior de Globigerinoita. No obstante, Globigerinanus fue originalmente descrita con textura de pared punteada a reticulada, por lo que podría tratarse de un género diferente y consiguientemente válido. Además, la bulla (cámara ampulada) que tapa la abertura principal tiene, a diferencia de Globigerinoita, sólo unas pocas aberturas accesorias infralaminales grandes y las aberturas suplementarias no están cubiertas por bullas.

## Paleoecología
Globigerinanus incluía especies con un modo de vida planctónico, de distribución latitudinal subtropical a templado, y habitantes pelágicos de aguas intermedias (medio mesopelágico superior).

## Clasificación
Globigerinanus incluía a la siguiente especie:
- Globigerinanus bullatus †
  - Globigerinanus bullatus expansus †
- Globigerinanus loxophodellus †
- Globigerinanus multiaperturus †
- Globigerinanus phodoaplatus †
- Globigerinanus sphaeroides †
- Globigerinanus sudri †
  - Globigerinanus sudri maturus †